# Weida
Weida (cz. Vidava) – miasto w Niemczech, w kraju związkowym Turyngia, w powiecie Greiz, nad rzeką Weidą.
Miasto pełni funkcję „gminy realizującej” (niem. erfüllende Gemeinde) dla gminy wiejskiej Crimla.

## Historia

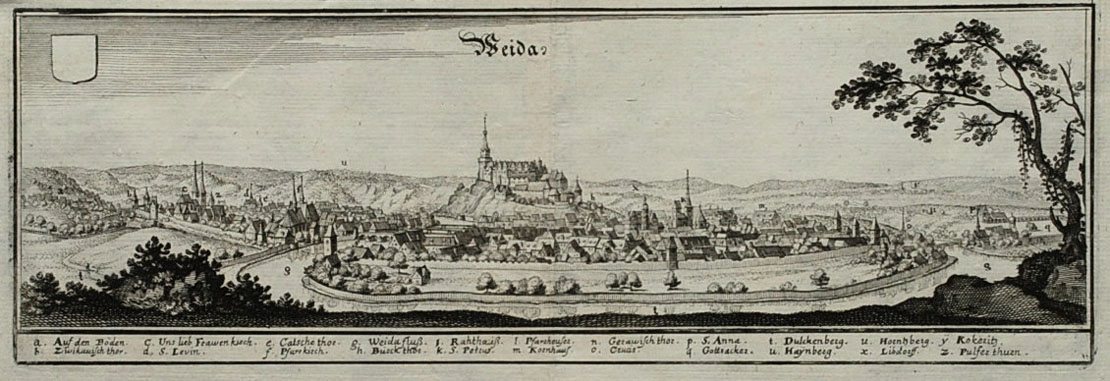
Weida w XVII w.

We wczesnym średniowieczu obszar zamieszkiwali Słowianie. Miejscowość po raz pierwszy wzmiankowana w XII w. Stanowiła część Vogtlandu, znajdującego się w późnym średniowieczu pod zwierzchnictwem Czech jako lenno. Pomiędzy 1163 a 1193 wzniesiono tu zamek, w którym rezydowali lokalni wójtowie do 1427. W XV w. miasto włączone zostało do Saksonii. W XVII w. działała tu mennica. W latach 1657–1718 miasto przynależało do księstwa Saksonii-Zeitz, po czym od 1718 do 1763 znajdowało się we władaniu Augusta II i Augusta III. Od 1806 część Królestwa Saksonii, a od 1815 Księstwa Saksonii-Weimar-Eisenach, wraz z którym w 1871 znalazło się w granicach Niemiec.
31 grudnia 2013 do miasta przyłączono trzy gminy: Hohenölsen, Schömberg i Steinsdorf, które stały się automatycznie jego dzielnicami.

## Zabytki
- Zamek Osterburg, sięgający XII w.
- Pozostałości romańskiego kościoła św. Piotra(inne języki)
- Gotycki kościół farny(inne języki)

## Współpraca
Miejscowości partnerskie:
- Calw, Badenia-Wirtembergia
- Mezőtúr, Węgry
- Neu-Isenburg, Hesja

## Galeria

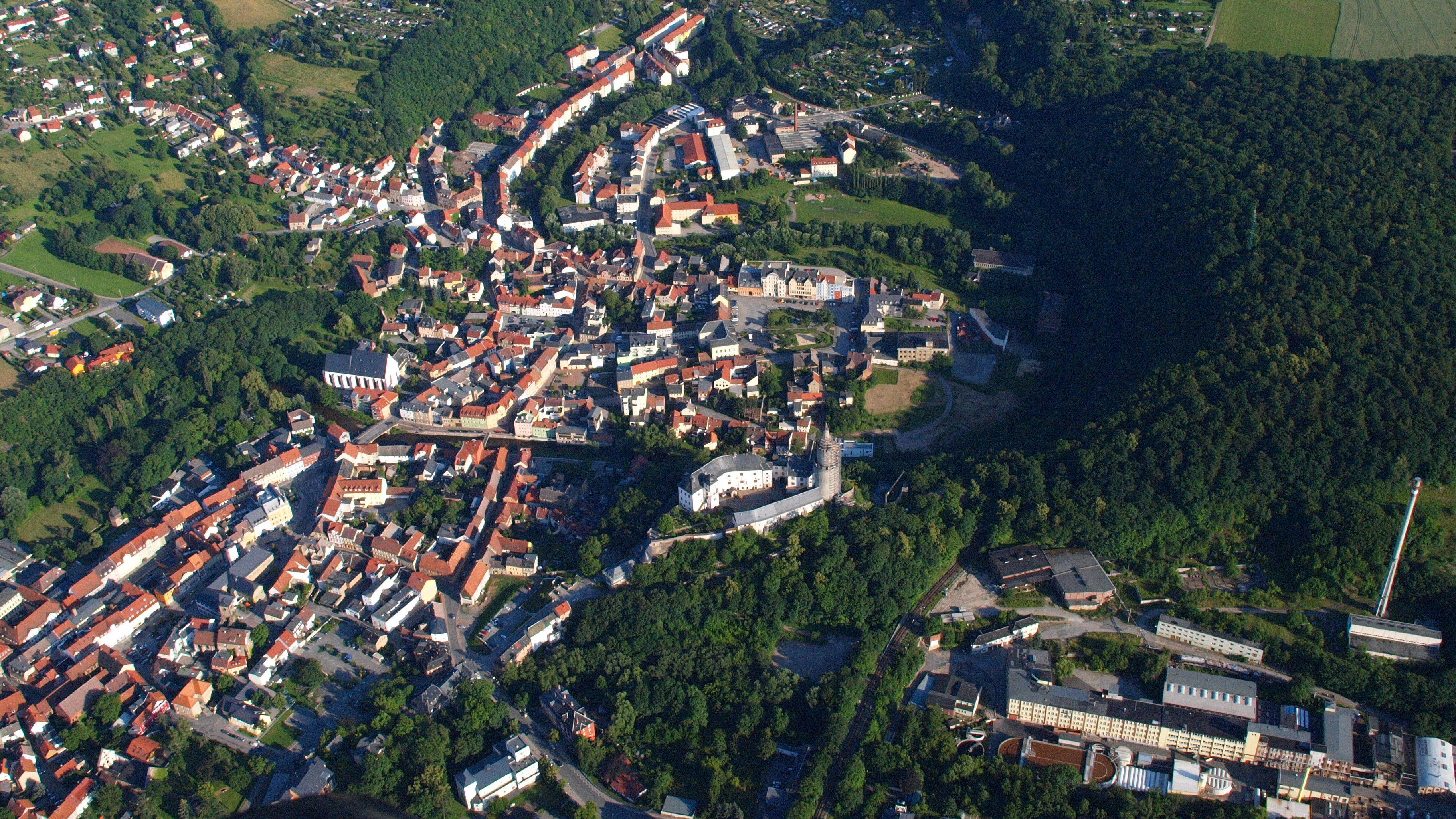
Weida z lotu ptaka
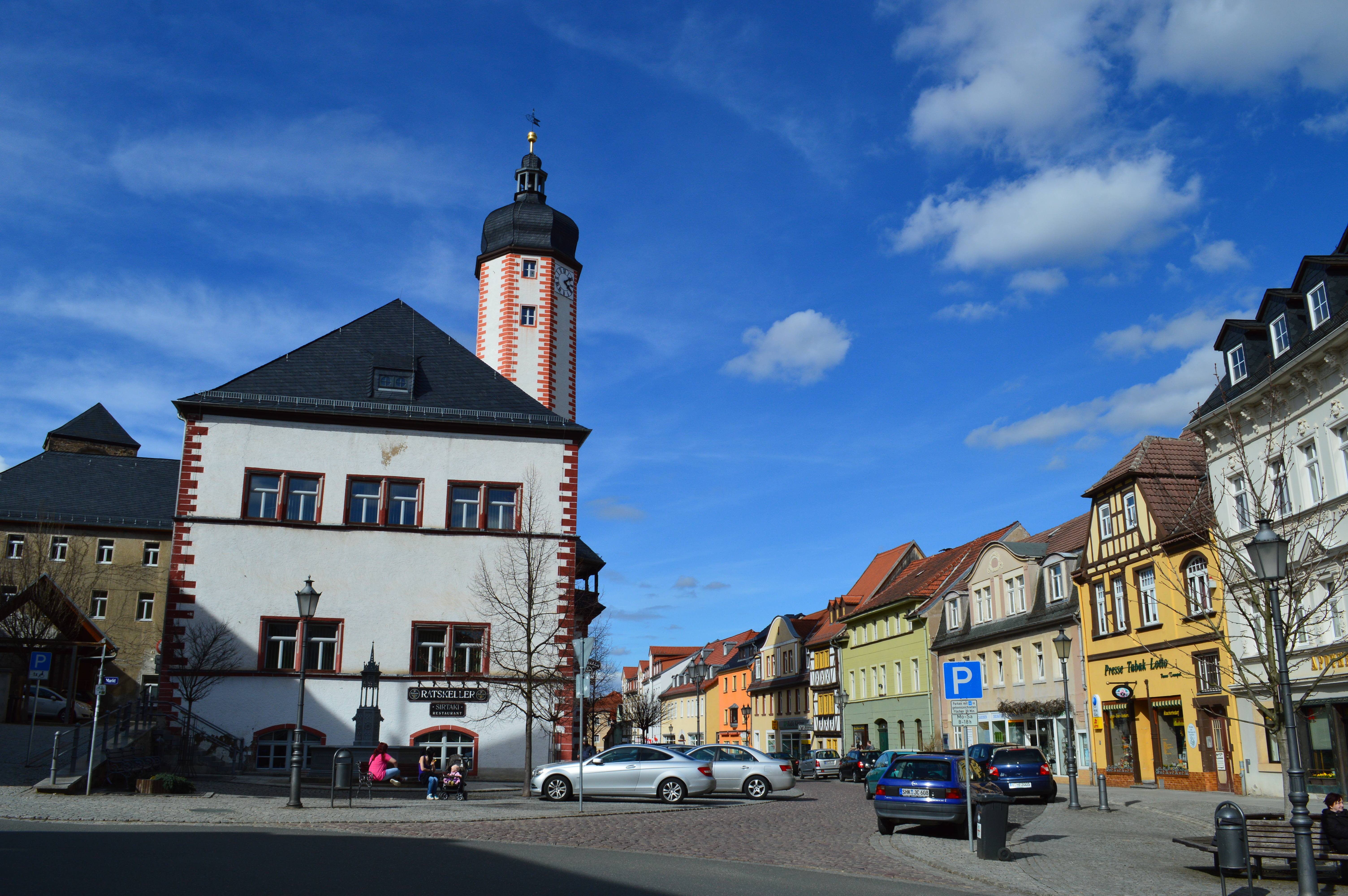
Rynek z ratuszem
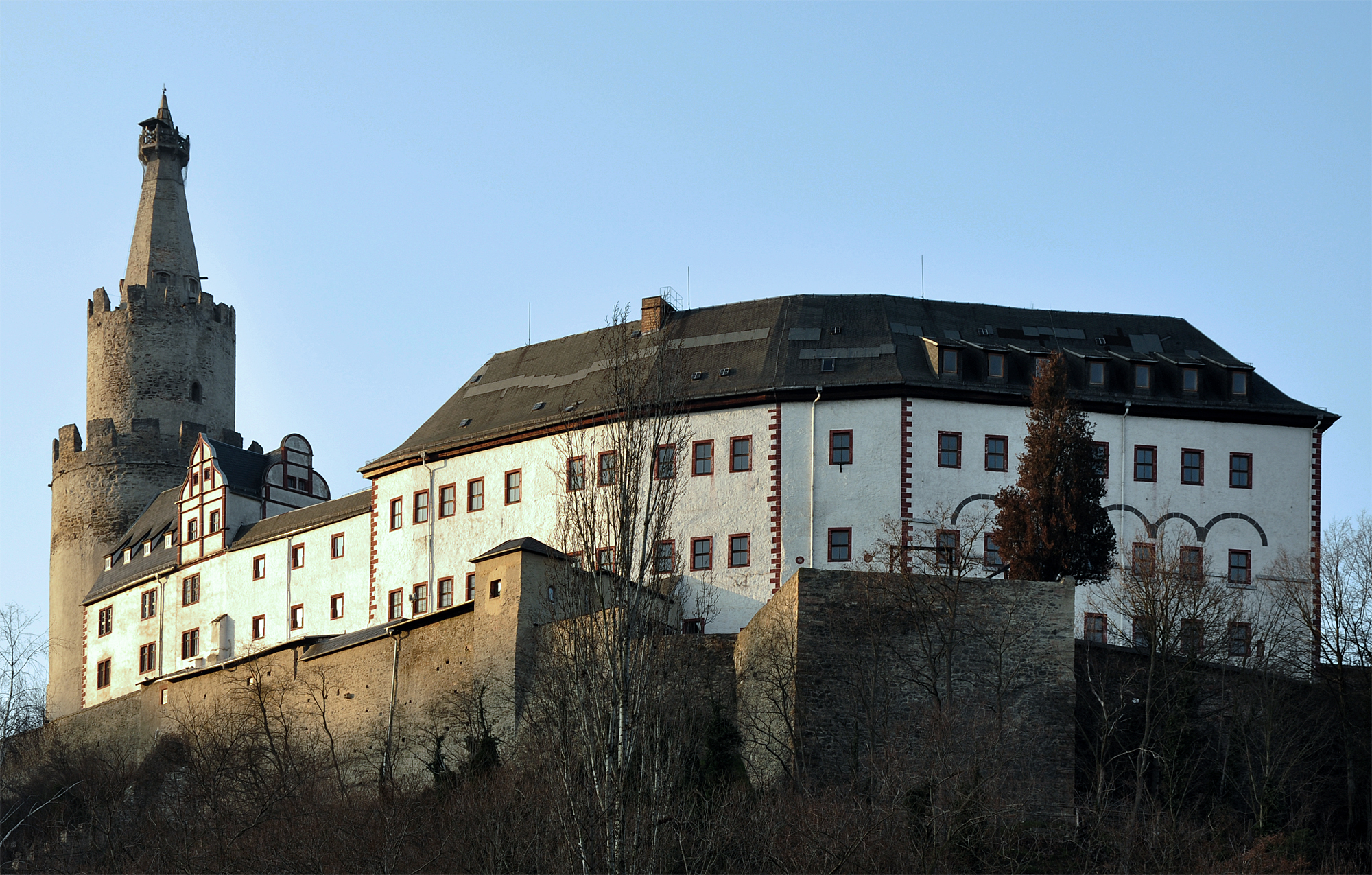
Zamek Osterburg
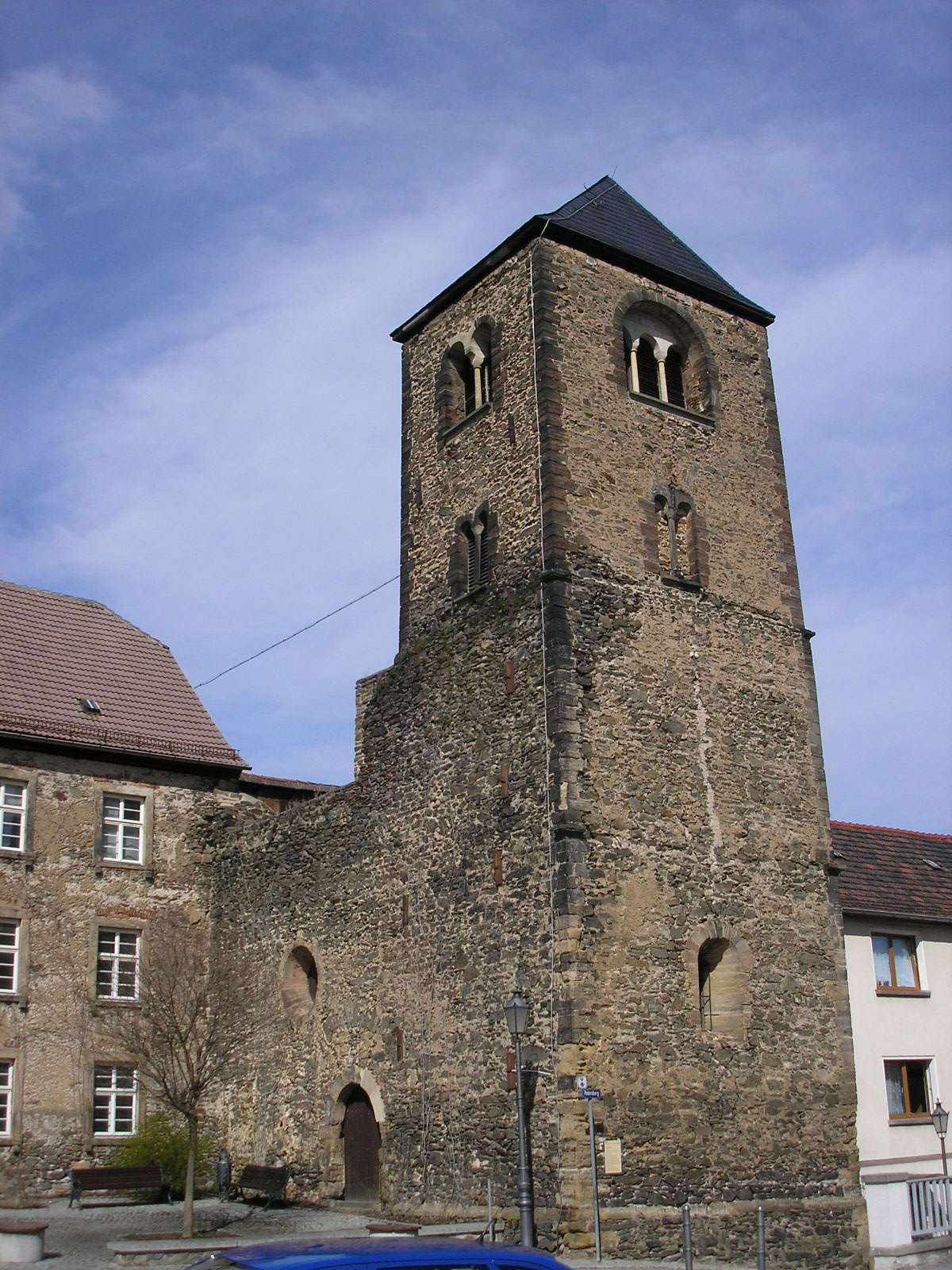
Pozostałości kościoła św. Piotra
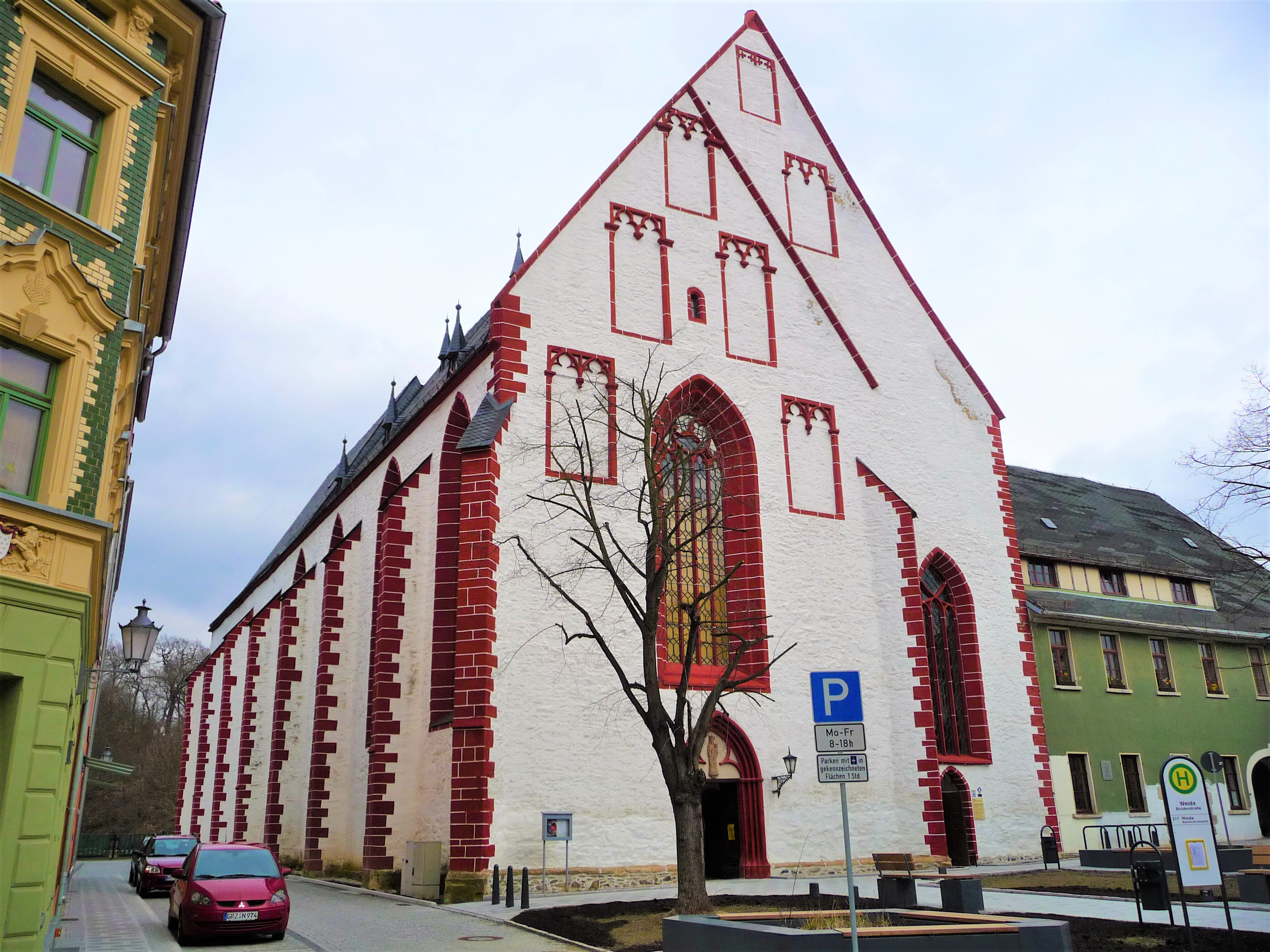
Kościół farny
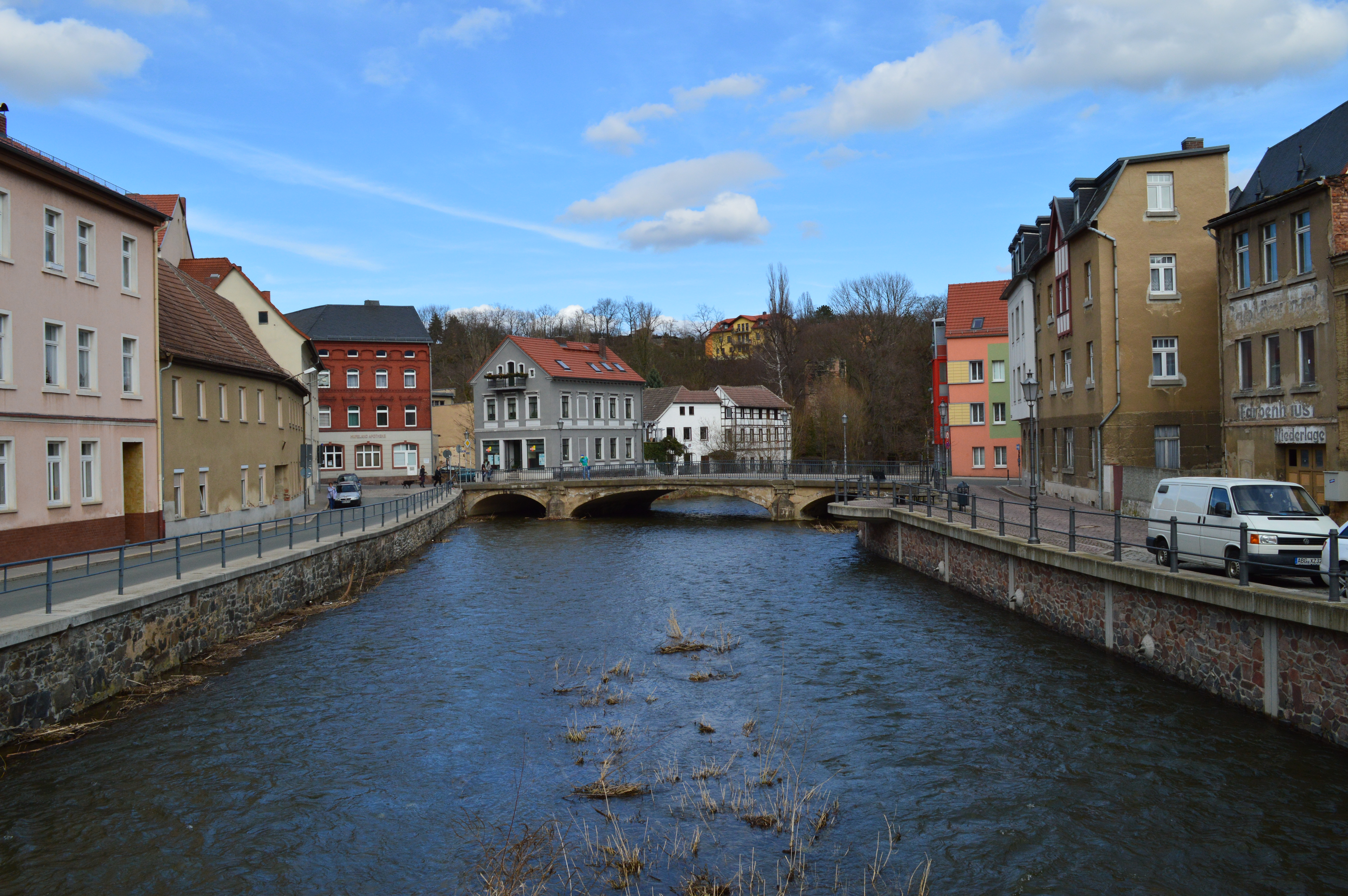
Rzeka Weida
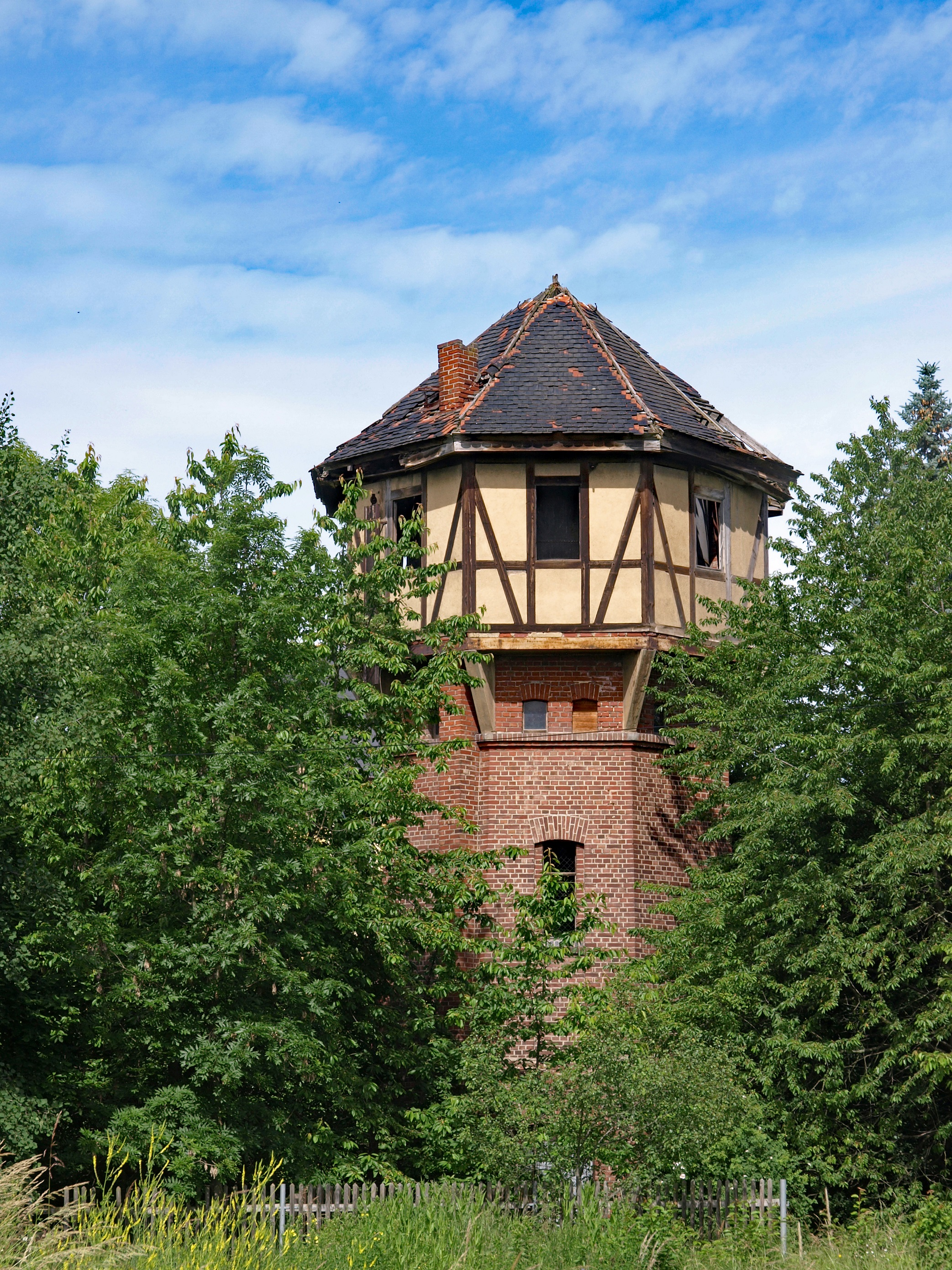
Wieża ciśnień
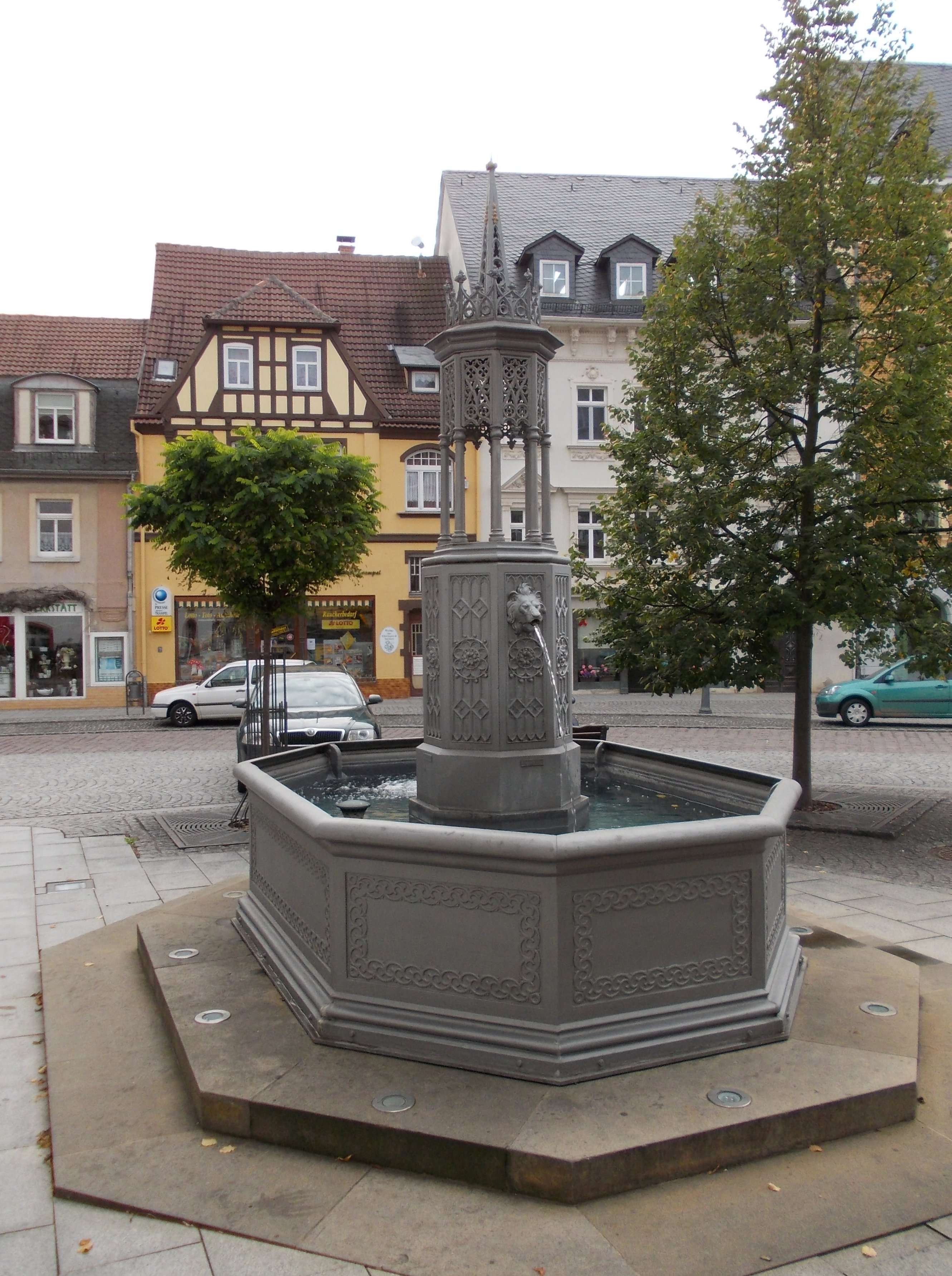
Fontanna na rynku
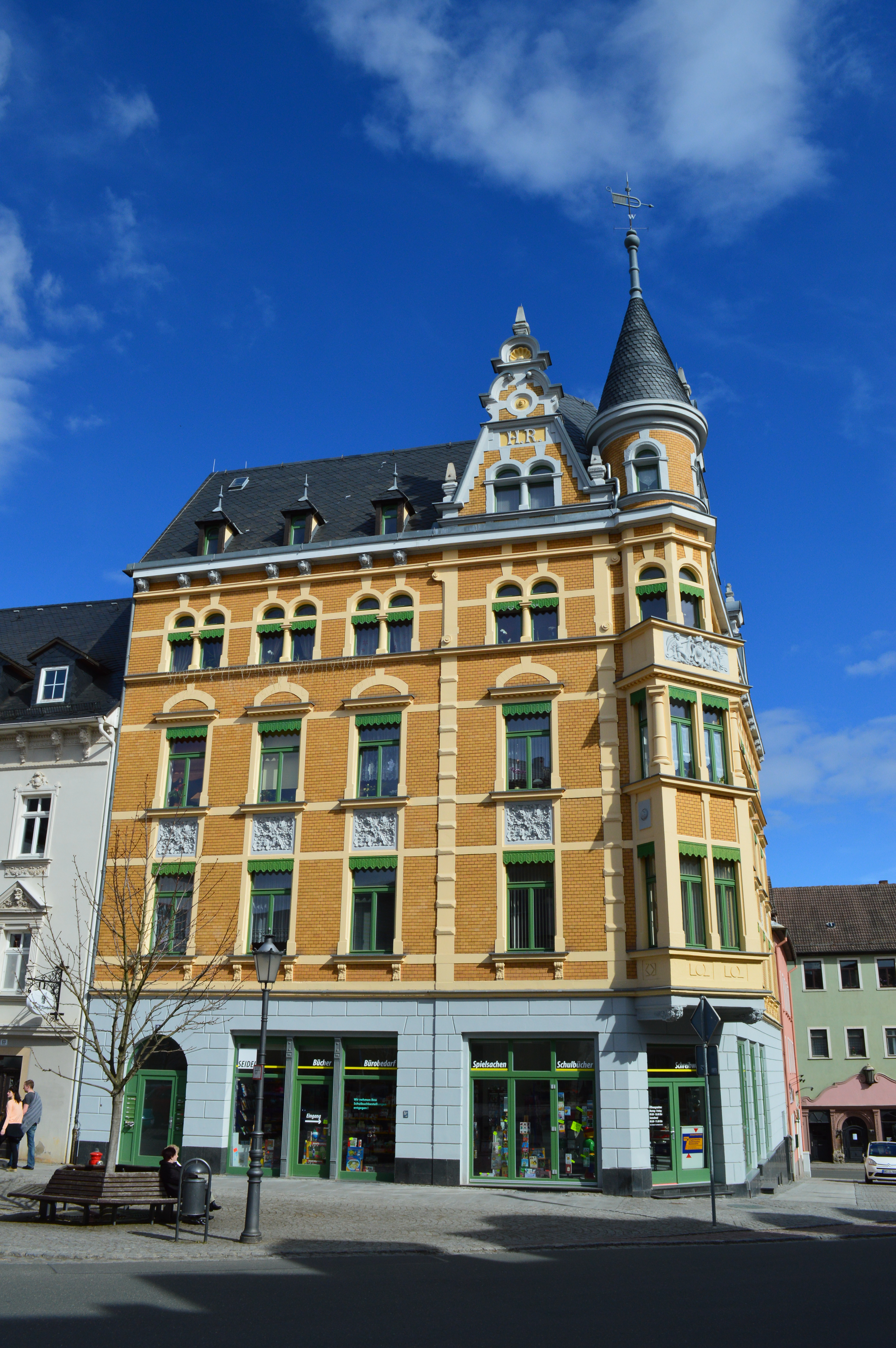
Kamienica przy rynku
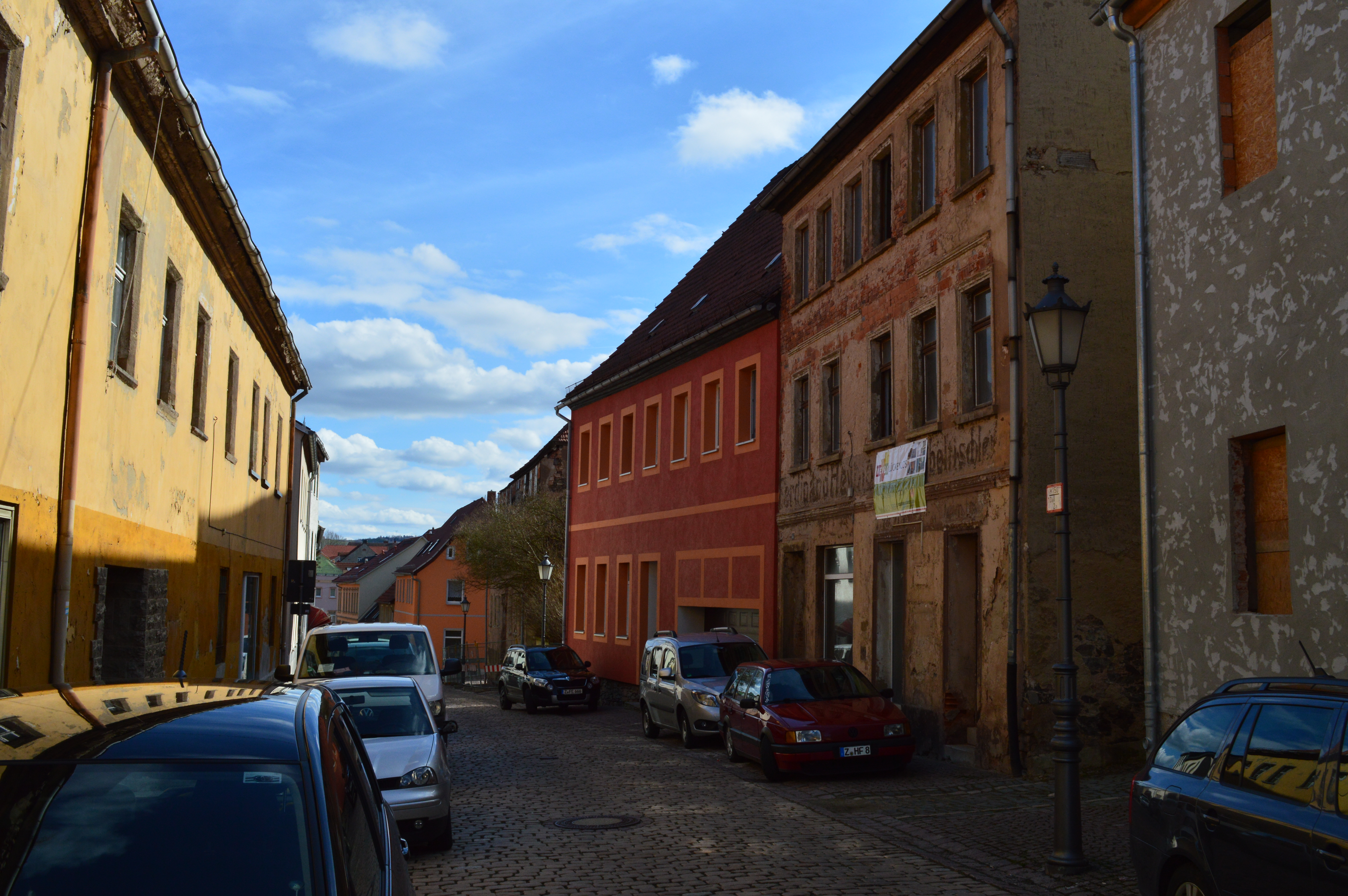
Schlossstraße (ulica Zamkowa)